# Saladin Said
Salah El Din Ahmed Said (Asosa, 29 oktober 1988) was een Ethiopisch voetballer die bij voorkeur als aanvaller speelde. Hij stond in 2013 een half seizoen onder huurcontract bij de belgische club SK Lierse. Hij kwam ook uit voor het Ethiopisch voetbalelftal.

## Clubcarrière
In het seizoen 2007-2008 scoorde Said 17 doelpunten in 21 wedstrijden voor Saint George in de Ethiopische Premier League. Daarmee werd hij topschutter van de competitie. Daarnaast werd hij ook nog eens uitgeroepen tot beste speler. In 2010 testte hij bij het Servische FK Partizan, maar die test draaide op niets uit. Daarna ging hij testen bij FK Vojvodina, maar dat werd ook geen succes. In 2011 scoorde hij in de Kagame Inter-Club vijf doelpunten tegen AS Port uit Djibouti. Op 9 oktober 2011 werd hij voor een bedrag van zo'n $240.000 (€185.000) verkocht aan het Egyptische Wadi Degla, de hoogste som die ooit werd betaald voor een Ethiopische voetballer. Net voor het Afrika Cup duel tegen Burkina Faso maakte Said bekend dat hij na de Afrika Cup bij Lierse zou gaan voetballen. Hij speelde er één seizoen. In 2014 werd bekendgemaakt dat hij voor het Egyptische Al-Ahly zou uitkomen.

## Interlandcarrière
Said is reeds international sinds zijn 17e. Hij debuteerde in het Ethiopisch voetbalelftal in 2006. Hij scoorde zijn eerste doelpunt voor Ethiopië op 1 juni 2007 in de kwalificatiewedstrijd voor de African Cup of Nations 2008 tegen Congo-Kinshasa.